# Le Val d'enfer
Pour plus de détails, voir Fiche technique et Distribution.
Le Val d'enfer est un film français réalisé par Maurice Tourneur et sorti en 1943.

## Synopsis
Noël Bienvenu, patron d'une carrière, est veuf et vit avec ses parents. Son fils Bastien, qu'il méprise, a été condamné à six mois de prison pour vol. Noël va voir un ami mourant, Romieux, qui lui demande de s'occuper de sa fille Marthe, installée à Paris (quartier des Batignolles). Noël s'y rend et découvre que Marthe est sans ressources (son amant Gaston étant un truand incarcéré) : il lui propose alors de venir vivre chez lui et bientôt, l'épouse.

## Fiche technique
- Titre original : Le Val d'enfer. Ce titre est trompeur. Il fait référence à un site remarquable situé en contrebas du village des Baux de Provence, où en effet des carrières ont existé (calcaire et bauxite). La confusion est entretenue par l'accent typiquement provençal de plusieurs personnages de ce drame (les parents de Noël par exemple). Mais le tournage se situe en partie en Seine-et-Marne sur la commune d’Ecuelles (dans une maison en haut de la rue de l’église) et dans la carrière de pierres située à proximité ainsi qu’en studio pour certains plans intérieurs.
- Réalisation : Maurice Tourneur
- Scénario et dialogues : Carlo Rim
- Décors : Guy de Gastyne
- Photographie : Armand Thirard
- Son : Georges Leblond
- Montage : Christian Gaudin
- Musique : Roger Dumas
- Production : Alfred Greven
- Société de production : Continental-Films
- Société de distribution : L'Alliance Cinématographique Européenne
- Pays d’origine :  France
- Langue originale : français
- Format : noir et blanc — 35 mm — 1,37:1 — son Mono (Klangfilm Eurocord)
- Genre : drame
- Durée : 88 minutes
- Date de sortie :
  - France : 22 septembre 1943
- Affiche : Jacques Bonneaud (France)

## Distribution
- Ginette Leclerc : Marthe
- Gabriel Gabrio : Noël Bienvenu
- Gabrielle Fontan : La mère Bienvenu
- Édouard Delmont : Le père Bienvenu
- André Reybaz : Bastien Bienvenu
- Lucien Gallas : Barthélemy
- Nicole Chollet : Gustine
- Colette Régis : La religieuse
- Raymond Cordy : Poiroux
- Charles Blavette : Cagnard
- Paul Fournier : Romieux
- Marcel Raine : Antonin
- Edmond Beauchamp : Rodrigo
- Georges Patrix : Le sauvage
- Ricardo Bravo : José
- Jean-Marie Boyer : la Punaise
- Marcel Delaître : le juge d'instruction
- Albert Malbert : Combarnoux
- Sylvie Rameau : la fermière
- Zélie Yzelle : l'hôtelière

## Critique
Au moment d'une diffusion télévisée en 1990, Patrick Brion écrivait dans Télérama, sous le pseudonyme d'André Moreau :
« Le Val d'enfer est un drame réaliste, où s'entrecroisent les rapports d'un homme rude avec sa famille et l'influence maléfique d'une « femme fatale », à laquelle Ginette Leclerc prête sa sensualité à fleur de peau. Remarquablement dirigés par Tourneur, les protagonistes de ce conflit âpre et tragique vont aller jusqu'au bout de leur passion. Intéressant par sa construction dramatique, Le val d'enfer est un document passionnant sur la manière de vivre de l'époque et les relations entre Noël et ses parents. On remarquera notamment le comportement de la mère de Noël, réduite au silence par son mari et son fils, ne mangeant d'ailleurs même pas avec eux à table, comme une domestique. D'abord tendues, les relations entre Bastien et son père prennent peu à peu une nouvelle dimension et il est difficile de ne pas être ému lorsque le jeune homme, de retour chez son père, laisse simplement échapper : « J'ai faim ». Tourneur utilise avec beaucoup d'intelligence les décors rudes de cette carrière de pierre et de ses environs, un univers aussi impitoyable que le caractère de Noël, prisonnier d'habitudes et de traditions. Il crée autour de cet homme un monde familial et ouvrier parfaitement réussi. L'arrivée de Marthe, pulpeuse et provocante, ne peut que bouleverser cet univers qui paraissait immuable. Le val d'enfer, relativement peu connu, est un reflet inhabituel de la France au début des années 40 (dégagée ici de toutes préoccupations politiques) et le film d'un véritable auteur, aussi à l'aise dans le mélodrame historique que dans l'affrontement réaliste. »